# Селмер (Теннессі)
Селмер (англ. Selmer) — місто (англ. town) в США, в окрузі МакНері штату Теннессі. Населення — 4446 осіб (2020).

## Географія
Селмер розташований за координатами 35°10′17″ пн. ш. 88°35′47″ зх. д. / 35.17139° пн. ш. 88.59639° зх. д. (35.171442, -88.596257).  За даними Бюро перепису населення США в 2010 році місто мало площу 25,36 км², з яких 25,31 км² — суходіл та 0,05 км² — водойми.

## Демографія
Згідно з переписом 2010 року, у місті мешкало 4396 осіб у 1821 домогосподарстві у складі 1143 родин. Густота населення становила 173 особи/км².  Було 2118 помешкань (84/км²).
Расовий склад населення:
| - 81,9 % — білих - 14,6 % — чорних або афроамериканців - 0,5 % — азіатів - 0,3 % — корінних американців |

До двох чи більше рас належало 2,1 %. Частка іспаномовних становила 2,1 % від усіх жителів.
За віковим діапазоном населення розподілялося таким чином: 21,7 % — особи молодші 18 років, 57,6 % — особи у віці 18—64 років, 20,7 % — особи у віці 65 років та старші. Медіана віку мешканця становила 43,3 року. На 100 осіб жіночої статі у місті припадало 87,0 чоловіків;  на 100 жінок у віці від 18 років та старших — 83,3 чоловіків також старших 18 років.
Середній дохід на одне домашнє господарство  становив 37 507 доларів США (медіана — 29 167), а середній дохід на одну сім'ю — 47 692 долари (медіана — 43 816). Медіана доходів становила 29 330 доларів для чоловіків та 25 958 доларів для жінок. За межею бідності перебувало 22,4 % осіб, у тому числі 31,7 % дітей у віці до 18 років та 9,3 % осіб у віці 65 років та старших.
Цивільне працевлаштоване населення становило 1542 особи. Основні галузі зайнятості: освіта, охорона здоров'я та соціальна допомога — 28,7 %, виробництво — 22,0 %, роздрібна торгівля — 9,9 %, транспорт — 6,7 %.